# SP-257
A SP-257 é uma rodovia transversal do estado de São Paulo, administrada pela concessionária ViaPaulista.

## Denominações
Recebe as seguintes denominações em seu trajeto:
Nome:	Aldo Lupo, Deputado, Rodovia
- De - até:	Araraquara - Américo Brasiliense - Acesso Rincão

## Descrição
Principais pontos de passagem: Américo Brasiliense - Acesso Rincão

## Características

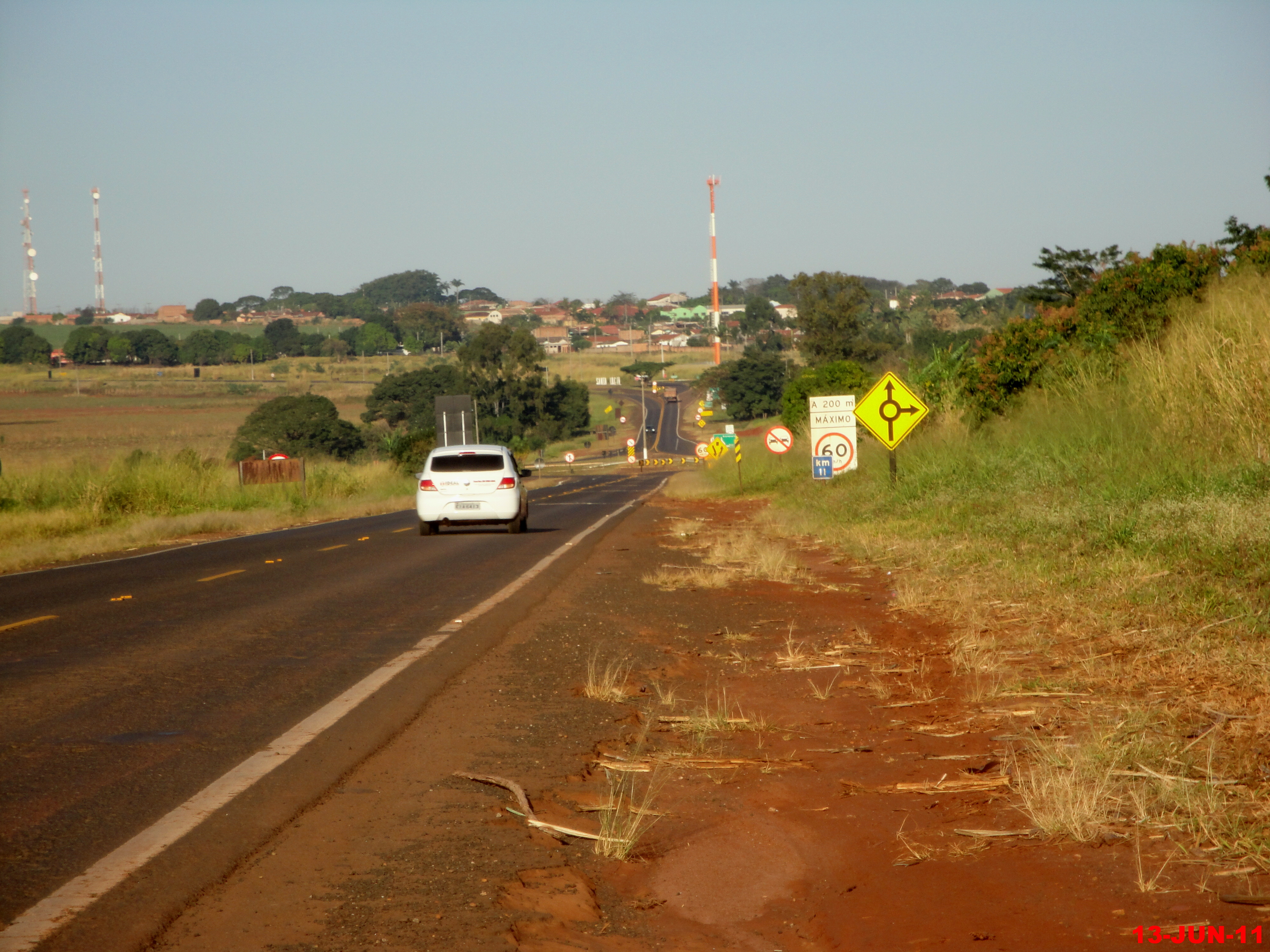
Trecho da SP-257 em Santa Lúcia.

### Extensão
- Km Inicial: 0,000
- Km Final: 19,500

### Localidades atendidas
- Américo Brasiliense
- Santa Lúcia
- Rincão